# Uroplatus malahelo
Uroplatus malahelo is een hagedis die behoort tot de gekko's. Het is een van de soorten bladstaartgekko's uit het geslacht Uroplatus.

## Naam en indeling
De wetenschappelijke naam van de soort werd voor het eerst voorgesteld door Ronald Archie Nussbaum en Christopher John Raxworthy in 1994.

## Uiterlijke kenmerken
Uroplatus malahelo bereikt een lichaamslengte van 7,3 tot 7,9 centimeter exclusief de staart en staartlengte van 3,4 tot 4,0 cm.

## Verspreiding en habitat
De soort komt voor in delen van Afrika en leeft endemisch in zuidelijk Madagaskar. De habitat bestaat uit droge tropische en subtropische bossen en vochtige tropische en subtropische laaglandbossen. De bladstaartgekko is aangetroffen van zeeniveau tot op een hoogte van ongeveer 1000 meter boven zeeniveau.

## Beschermingsstatus
Door de internationale natuurbeschermingsorganisatie IUCN is de beschermingsstatus 'bedreigd' toegewezen (Endangered of EN).